# Enoplocerus armillatus
Enoplocerus armillatus è un coleottero appartenente alla superfamiglia Cerambycidae, unico rappresentante del genere Enoplocerus.

## Descrizione
La specie presenta un forte dimorfismo sessuale ed è tra le più grandi all’interno di questa famiglia. Le femmine raggiungono una lunghezza massima di 70-80 millimetri, mentre i maschi, dotati di forti mandibole, arrivano intorno ai 110-120 millimetri, sebbene siano stati catturati campioni di 150mm. Caratteristiche tipiche sono le antenne sono molto lunghe e tendenzialmente nere, le elitre marroncino pallido, le zampe anteriori spesse e quattro spine appuntite su entrambi i lati del protorace. Ha abitudini diurne ed è frugivoro, tuttavia non disdegna la resina degli alberi. Le larve, invece, si nutrono di materiali in decomposizione.

## Distribuzione
La presenza di E. armillatus è riscontrabile in Argentina, Colombia, Guyana francese, Guyana, Venezuela, Trinidad e Tobago, Ecuador, Perù, Brasile, Bolivia, Paraguay, Panama e Suriname.

## Habitat
Enoplocerus armillatus preferisce zone asciutte o parzialmente umide, con un’altezza variabile tra 0 e 1200 m.